# Obersulzbachkees
Das Obersulzbachkees ist ein Gletscher, der im Bundesland Salzburg nördlich des Hauptkamms der Hohen Tauern im Obersulzbachtal liegt.
Das Obersulzbachkees entwässert über den Obersulzbach in die Salzach, einen Nebenfluss des Inn. Der Gletscher ist mit einer Länge von etwa 4 Kilometern und einer Fläche von etwa 11 km² der größte Gletscher der Venedigergruppe und nach der Pasterze der zweitgrößte der Hohen Tauern. Er besteht aus vier großen, nordexponierten Firnmulden, die sich von der Nordseite des Großvenedigers bis zum weiter westlich liegenden Teil unterhalb der Maurerkeesköpfe erstrecken. Infolge des Gletscherrückgangs stellen diese vier Teile, die sich früher unterhalb der Kürsingerhütte vereinigten, heute vier eigenständige Gletscherbereiche dar.
Bekannt geworden ist das Obersulzbachkees durch Ignaz von Kürsinger, der in seinen Berichten von der Erstbesteigung des Großvenedigers 1841 den damals noch vorhandenen Eisbruch unterhalb der Kürsinger Hütte als „Türkische Zeltstadt“ bezeichnete. An dieser Stelle befindet sich heute ein Gletschersee.
Das Obersulzbachkees gehört zu den ersten Gletschern der Ostalpen, die kartiert wurden. Im Jahr 1883 veröffentlichte Eduard Richter eine Karte im Maßstab 1:5000 – die erste exakte Gletscherkarte eines Ostalpengletschers. Dabei versuchte Richter, die Gletscherstände von 1880 und 1882 vergleichend darzustellen.